# Albert Lyckåsen
Albert Anders Tomas Lyckåsen, född 29 juli 2001 i Bålsta, är en svensk professionell ishockeyspelare. Hans moderklubb är Bålsta HC. Han gjorde seniordebut med Linköping HC i SHL i slutet av 2019. Året därpå blev han vald i NHL Entry Draft av Buffalo Sabres i den sjunde rundan som 193:e spelare totalt. Under tiden i Linköping spelade Lyckåsen också en handfull matcher vardera för Tranås Hockey och Mora IK i Hockeyettan respektive Hockeyallsvenskan. Säsongen 2021/22 tillbringade han med BIK Karlskoga. Den efterföljande säsongen spelade han för AIK, innan han återvände till Karlskoga i april 2023. I april 2024 skrev han ett tvåårskontrakt med Västerås IK som bröts i förtid 2025.
I ungdoms- och juniorsammanhang representerade Lyckåsen Sverige vid U18-VM i Örnsköldsvik 2019 där laget vann guld. Samma år tog han också ett JSM-silver med Linköping HC J20.

## Karriär

### Klubblag
Lyckåsen började sin ishockeykarriär i moderklubben Bålsta HC, där han under sin sista säsong stod för 29 poäng på 25 matcher i J18 Division 1. Inför säsongen 2017/18 anslöt han till Linköping HC:s ungdoms- och juniorsektioner. Säsongen 2018/19 var Lyckåsen med i Linköpings J20-lag som tog sig fram till SM-final, där man dock förlorade mot Modo Hockey med 4–2. Den efterföljande säsongen var han Linköping J20:s poängmässigt bästa back då han noterades för 36 poäng på 43 grundseriematcher (14 mål, 22 assist). Under denna säsong blev han också uppkallad till seniorlaget i SHL och fanns med i truppen till en match mot Rögle BK den 2 november 2019 – dock utan att få speltid.
Den 27 april 2020 bekräftades det att Lyckåsen lämnat Linköping för spel med HC Vita Hästen i Hockeyallsvenskan, med vilka han skrivit ett ettårskontrakt. Kort därefter, under sommaren 2020, blev Lyckåsen vald av Buffalo Sabres i den sjunde rundan av NHL Entry Draft, som 193:e spelare totalt. Lyckåsen lyckades inte ta någon ordinarie plats i Vita Hästen och blev i oktober 2020 utlånad till Tranås AIF, där han på fem matcher stod för lika många poäng, varav ett mål. Senare samma månad, den 14 oktober, meddelade Vita Hästen att man valt att bryta avtalet med Lyckåsen och att han återvänt till Linköping HC J20. Den 5 december 2020 gjorde han riktig SHL-debut för Linköping då han spelade över tre minuter i en match mot Växjö Lakers HC. Under säsongens gång spelade han totalt nio SHL-matcher. Den 28 januari 2021 bekräftades det att Linköping lånat ut Lyckåsen till Mora IK i Hockeyallsvenskan och dagen därpå gjorde han seriedebut då Almtuna IS besegrades med 3–0. Den 22 februari samma år gjorde han sitt första mål i Hockeyallsvenskan, på Christian Engstrand, i en 4-3-förlust mot Vita Hästen. På tio matcher för Mora stod Lyckåsen för fyra poäng, (ett mål, tre assist).
Säsongen 2021/22 inledde Lyckåsen med att spela en match för Linköping i SHL innan det den 28 september 2021 meddelades att han lämnat klubben för spel i Hockeyallsvenskan med BIK Karlskoga, med vilka han skrivit ett ettårskontrakt. I grundserien var han laget näst bästa back poängmässigt sett då han på 51 matcher noterades för 19 poäng, varav nio mål. I det efterföljande slutspelet slog Karlskoga ut Mora i kvartsfinal, innan man besegrades av HV71 med 4–0 i matcher. I slutspelet var Lyckåsen, tillsammans med Aleksi Rekonen Karlskogas främsta målskytt – på nio matcher stod han för fem poäng, varav fyra mål.
Den 6 maj 2022 meddelades det att Lyckåsen lämnat BIK Karlskoga för spel med seriekonkurrenten AIK, med vilka han skrivit ett ettårskontrakt. Skador, bland annat en fraktur i handen, gjorde att han missade delar av grundserien. På 39 matcher stod han för tre mål och nio assistpoäng. AIK, som slutade på tionde plats i grundserietabellen, slog i det efterföljande slutspelet ut Almtuna IS med 2–0 i matcher i play in. Därefter besegrades man av seriesegraren Modo Hockey i kvartsfinalserien med 4–2. På dessa matcher noterades Lyckåsen för ett mål och två assist. Den 4 april 2023 bekräftades det att Lyckåsen återvänt till BIK Karlskoga, med vilka han skrivit ett ettårsavtal. Han spelade endast 36 grundseriematcher på grund av skador. Han missade inledningen av Hockeyallsvenskans slutspel och spelade endast fyra matcher för Karlskoga, som slogs ut av Brynäs IF med 4–1 i semifinalserien. Under säsongens gång stod Lyckåsen för totalt 15 poäng, varav fyra mål.
Den 22 april 2024 meddelades det att Lyckåsen skrivit ett tvåårsavtal med Västerås IK i Hockeyallsvenskan. Han inledde säsongen med att göra poäng i de fem första matcherna. Han drogs dock med en skada under säsongen och genomgick en operation i axeln i februari 2025, varför han missade avslutningen av säsongen. På 41 grundseriematcher noterades han för fem mål och tio assistpoäng. I augusti 2025 bekräftade Västerås att man brutit avtalet med Lyckåsen ett år i förtid.

### Landslag
2019 blev Lyckåsen uttagen till Sveriges U18-landslag då U18-VM avgjordes i Örnsköldsvik. Sverige slutade på andra plats i grupp B och i slutspelet besegrade laget både Tjeckien och Kanada innan man också vann finalen mot Ryssland med 4–3 efter förlängningsspel. Detta var Sveriges första guld någonsin i U18-VM. På de sju matcher Lyckåsen spelade gick han poänglös.

## Statistik

### Klubbkarriär
| 2019–20                  | Linköping HC             | SHL                      | 1   | 0  | 0  | 0  | 0  | —  | — | — | — | —  |
| 2020–21                  | Tranås AIF               | Div. 1                   | 5   | 1  | 4  | 5  | 0  | —  | — | — | — | —  |
| 2020–21                  | Linköping HC             | SHL                      | 9   | 0  | 0  | 0  | 2  | —  | — | — | — | —  |
| 2020–21                  | Mora IK                  | HA                       | 10  | 1  | 3  | 4  | 2  | —  | — | — | — | —  |
| 2021–22                  | Linköping HC             | SHL                      | 1   | 0  | 0  | 0  | 0  | —  | — | — | — | —  |
| 2021–22                  | BIK Karlskoga            | HA                       | 51  | 9  | 10 | 19 | 13 | 9  | 4 | 1 | 5 | 4  |
| 2022–23                  | AIK                      | HA                       | 39  | 3  | 6  | 9  | 20 | 8  | 1 | 2 | 3 | 6  |
| 2023–24                  | BIK Karlskoga            | HA                       | 36  | 3  | 11 | 14 | 2  | 4  | 1 | 0 | 1 | 8  |
| 2024–25                  | Västerås IK              | HA                       | 41  | 5  | 10 | 15 | 14 | —  | — | — | — | —  |
| Hockeyallsvenskan totalt | Hockeyallsvenskan totalt | Hockeyallsvenskan totalt | 177 | 21 | 40 | 61 | 51 | 21 | 6 | 3 | 9 | 18 |
| SHL totalt               | SHL totalt               | SHL totalt               | 11  | 0  | 0  | 0  | 2  | —  | — | — | — | —  |

### Internationellt
| År            | Lag           | Turnering     | Matcher | Mål | Assists | Poäng | Utv. |
| ------------- | ------------- | ------------- | ------- | --- | ------- | ----- | ---- |
| 2019          | Sverige       | U18-VM        | 7       | 0   | 0       | 0     | 0    |
| Junior totalt | Junior totalt | Junior totalt | 7       | 0   | 0       | 0     | 0    |